# Mohamed Husein Fadlalá
Mohamed Husein Fadlalá (Nayaf, 16 de noviembre de 1935 - 4 de julio de 2010) fue un ulema y gran ayatolá libanés, considerado un destacado seguidor del islam chií duodecimano y, según algunas versiones, uno de los líderes espirituales del movimiento Hezbolá.
Estudió Ciencias Islámicas antes de trasladarse al Líbano en 1966. A finales de la década de 1970, tras la desaparición del ayatolá Musa Sadr, se convirtió en el único que permanecía en el Líbano durante la guerra civil. Esto, aunado a su condición de "grande" dentro de los ayatolás, le convirtió en punto de referencia para las comunidades chiitas en Líbano, Irak y Baréin. Evolucionó a lo largo de su vida desde posiciones intolerantes a otras más conciliadoras, en especial sobre el papel de la mujer en el Islam, el diálogo interreligioso y temas sociales. En 2005 emitió una fatua contra los ataques suicidas.
Negó ser líder espiritual de Hezbolá tras su creación en 1982, y se opuso al secuestro de occidentales, si bien apoyó algunas propuestas de las milicias libanesas, pero rechazó otras. Se maniesftó contrario a los asesinatos, acusando de "políticas" esas decisiones, y no religiosas. Sostuvo que eran sediciosos los que promovían la lucha entre musulmanes. Tras el atentado en 1983 contra el cuartel y la embajada de Estados Unidos en Beirut, donde murieron más de 300 personas, se le acusó por el gobierno de los Estados Unidos de terrorista. Sufrió varios atentados desde entonces, entre otros el de un coche bomba en Beirut en 1985, atribuido a los espías libaneses entrenados por la CIA.